# Masakazu Kagiyama
Pour les articles homonymes, voir Kagiyama.
Masakazu Kagiyama (en japonais : 鍵山正和), né le 12 avril 1971 à Nagoya au Japon, est un patineur artistique japonais, triple champion du Japon de 1991 à 1993.

## Biographie

### Carrière sportive
Masakazu Kagiyama monte cinq fois sur le podium des championnats du Japon dont trois fois sur la plus haute marche de 1991 à 1993.
Il représente son pays à deux mondiaux juniors (1988 à Brisbane et 1989 à Sarajevo), quatre mondiaux (1991 à Munich, 1992 à Oakland, 1993 à Prague et 1994 à Chiba) et deux olympiades (1992 à Albertville et 1994 à Lillehammer).
Il participe également à quelques autres compétitions internationales dont cinq Trophée NHK.
Il quitte les compétitions sportives après les mondiaux de 1994 dans son pays.

### Reconversion
Après sa retraite sportive, il devient entraîneur. Il est le père du patineur artistique japonais Yuma Kagiyama.

## Palmarès
| Compétition                   | 1988    | 1989    | 1990    | 1991    | 1992    | 1993    | 1994    |  |  |  |  |  |  |  |
| Jeux olympiques d'hiver       |         |         |         |         | 13e     |         | 12e     |  |  |  |  |  |  |  |
| Championnats du monde         |         |         |         | 10e     | 19e     | 8e      | 6e      |  |  |  |  |  |  |  |
| Championnats du Japon         |         |         | 2e      | 1er     | 1er     | 1er     | 2e      |  |  |  |  |  |  |  |
| Championnats du monde juniors | 10e     | 3e      |         |         |         |         |         |  |  |  |  |  |  |  |
|                               |         |         |         |         |         |         |         |  |  |  |  |  |  |  |
| Autres Compétitions           | 1987/88 | 1988/89 | 1989/90 | 1990/91 | 1991/92 | 1992/93 | 1993/94 |  |  |  |  |  |  |  |
| Skate Canada                  |         |         |         | 10e     |         |         |         |  |  |  |  |  |  |  |
| Coupe d'Allemagne             |         |         |         | 10e     |         |         |         |  |  |  |  |  |  |  |
| Trophée de France             |         |         |         |         | 8e      |         |         |  |  |  |  |  |  |  |
| Trophée NHK                   |         |         | 8e      | 11e     | 4e      | 6e      | 4e      |  |  |  |  |  |  |  |
|                               |         |         |         |         |         |         |         |  |  |  |  |  |  |  |